# Perinereis ponuiensis
Perinereis ponuiensis är en ringmaskart som först beskrevs av Augener 1924.  Perinereis ponuiensis ingår i släktet Perinereis och familjen Nereididae.
Artens utbredningsområde är havet kring Nya Zeeland. Inga underarter finns listade i Catalogue of Life.